# Parvati
Parvati je ženské křestní jméno. Parvata je jedno ze slov pro horu a překládá se jako ta z hor, horská. Může pocházet též ze slova pavitra znamenající svatá v sánskrtu.

## Známé nositelky
- Párvatí, Hinduistická bohyně
- Parvati Patilová, fiktivní postava z příběhu o Harrym Potterovi
- Parvati Shallow, soutěžící pořadu Kdo přežije

## Další
- Chrám Parvati, hinduistický chrám v Pune, v Indii
- Parvati Valley, říční údolí v Himáčalpradéši, Indie